# پوروشینو (سرزمین آلتای)
پوروشینو (به لاتین: Poroshino) یک منطقهٔ مسکونی در روسیه است که در سرزمین آلتای واقع شده‌است.